# Anna Burns
Anna Burns (1962) és una escriptora d'Irlanda del Nord, guanyadora del Premi Booker de 2018.

## Biografia
Va néixer a Belfast, i va créixer a Ardoyne, un districte catòlic de classe treballadora. Va estudiar a l'institut St. Gemma. El 1987 es va traslladar a Londres. Des de 2014, viu a East Sussex.

## Obra
La seva primera novel·la, No Bones, narra la història d'una noia que creix a Belfast en mig del conflicte Nord-Irlandés. L'obra va guanyar el premi Winifred Holby el 2001 de la Royal Society of Literature. El 2018, Burns va guanyar el Man Booker Prize per la seva novel·la Milkman, esdevenint la primera persona nord-irlandesa en guanyar aquest premi. Milkman és una novel·la experimental on el narrador és una noia sense nom de 18 anys dels anys 70, que explica el seu cas d'assetjament sexual.

### Novel·les
- No Bones (2001)
- Little Constructions (2007)[6]
- Mostly Hero (2014)[7]
- Milkman (2018)

## Premis i reconeixements
- 2018 Man Booker Prize,[8] per (Milkman)
- 2002 Orange Prize, Shortlisted (No Bones)[9]
- 2001 Winifred Holtby Memorial Prize, Winner (No Bones)